# Нортон (Вірджинія)
Нортон (англ. Norton) — незалежне місто в США,  в штаті Вірджинія. Населення — 3687 осіб (2020).

## Географія
Нортон розташований за координатами 36°55′54″ пн. ш. 82°37′34″ зх. д. / 36.93167° пн. ш. 82.62611° зх. д. ( 36.931549, -82.625996).  За даними Бюро перепису населення США в 2010 році місто мало площу 19,46 км², з яких 19,38 км² — суходіл та 0,09 км² — водойми.

## Демографія
Згідно з переписом 2010 року, у місті мешкало 3958 осіб у 1750 домогосподарствах у складі 999 родин. Густота населення становила 203 особи/км².  Було 1945 помешкань (100/км²). 
Расовий склад населення:
| - 88,7 % — білих - 6,3 % — чорних або афроамериканців - 1,4 % — азіатів - 0,1 % — корінних американців - 1,1 % — осіб інших рас |

До двох чи більше рас належало 2,4 %. Іспаномовні складали 1,7 % від усіх жителів.
За віковим діапазоном населення розподілялося таким чином: 21,8 % — особи молодші 18 років, 63,5 % — особи у віці 18—64 років, 14,7 % — особи у віці 65 років та старші. Медіана віку мешканця становила 40,0 року. На 100 осіб жіночої статі у місті припадало 85,5 чоловіків;  на 100 жінок у віці від 18 років та старших — 83,5 чоловіків також старших 18 років.
Середній дохід на одне домашнє господарство  становив 42 996 доларів США (медіана — 27 731), а середній дохід на одну сім'ю — 57 748 доларів (медіана — 40 813). За межею бідності перебувало 24,0 % осіб, у тому числі 36,4 % дітей у віці до 18 років та 11,8 % осіб у віці 65 років та старших.
Цивільне працевлаштоване населення становило 1811 осіб. Основні галузі зайнятості: освіта, охорона здоров'я та соціальна допомога — 32,3 %, мистецтво, розваги та відпочинок — 14,6 %, роздрібна торгівля — 14,1 %, науковці, спеціалісти, менеджери — 14,0 %.